# Brisbane International 2011
Brisbane International 2011 was a joint ATP і WTA теніс tournament, що проходив на відкритих кортах з твердим покриттям у Брисбені (Квінсленд). Це був третій турнір tournament and took place Queensland Tennis Centre in Tennyson. Відбувся з 2 до 9 січня 2011 року. It was part of the Australian Open Series in preparation for the first grandslam of the year.
Під час турніру, $10 was donated for every ace to the fund supporting the current Queensland floods, which was unfolding during the tournament.

## ATP entrants

### Сіяні пари
| Країна     | Гравчиня          | Рейтинг | Сіяна |
| ---------- | ----------------- | ------- | ----- |
| Швеція     | Робін Содерлінг   | 5       | 1     |
| США        | Енді Роддік       | 8       | 2     |
| Іспанія    | Фернандо Вердаско | 9       | 3     |
| США        | Марді Фіш         | 16      | 4     |
| Кіпр       | Маркос Багдатіс   | 20      | 5     |
| Іспанія    | Фелісіано Лопес   | 32      | 6     |
| Німеччина  | Флоріан Маєр      | 37      | 7     |
| Узбекистан | Денис Істомін     | 40      | 8     |

- Рейтинг подано станом на 27 грудня 2010[2]

### Інші учасниці
Нижче наведено учасниць, які отримали вайлдкард на участь в основній сітці:
- Марінко Матосевич[3]
- Джон Міллман[4]
- Бернард Томіч[5]

Нижче наведено гравчинь, які пробились в основну сітку через стадію кваліфікації:
- Річардас Беранкіс
- Меттью Ебден
- Раян Гаррісон
- Адріан Маннаріно

Такі тенісистки потрапили в основну сітку як a щасливий лузер into the singles main draw:
- Петер Лучак[6]

## WTA  entrants

### Сіяні пари
| Країна    | Гравчиня               | Рейтинг | Сіяна |
| --------- | ---------------------- | ------- | ----- |
| Австралія | Саманта Стосур         | 6       | 1     |
| Ізраїль   | Шахар Пеєр             | 13      | 2     |
| Росія     | Надія Петрова          | 15      | 3     |
| Франція   | Маріон Бартолі         | 16      | 4     |
| Росія     | Анастасія Павлюченкова | 21      | 5     |
| Італія    | Флавія Пеннетта        | 24      | 6     |
| Росія     | Аліса Клейбанова       | 25      | 7     |
| Румунія   | Александра Дулгеру     | 29      | 8     |

- Рейтинг станом на 27 грудня 2010.

### Інші учасниці
Нижче наведено учасниць, які отримали вайлдкард на участь в основній сітці:
- Єлена Докич[7]
- Софі Фергюсон[8]
- Саллі Пірс[9]

Нижче наведено гравчинь, які пробились в основну сітку через стадію кваліфікації:
- Луціє Градецька
- Ваня Кінґ
- Анастасія Пивоварова
- Анна Татішвілі

The following players received the щасливий лузер spots:
- Крістіна Макгейл[6]
- Ксенія Первак[10]

## Переможниці та фіналістки

### Одиночний розряд, чоловіки
Робін Содерлінг —  Енді Роддік, 6–3, 7–5
- It was Soderling's 1-й титул за рік and 7th of his career.

### Одиночний розряд, жінки
Петра Квітова —  Андреа Петкович, 6–1, 6–3
- It was Kvitová's 1-й титул за рік і 2-й - за кар'єру.

### Парний розряд, чоловіки
Лукаш Длуги /  Пол Генлі —  Роберт Ліндстедт /  Горія Текеу, 6–4, знялася.

### Парний розряд, жінки
Аліса Клейбанова /  Анастасія Павлюченкова —  Клаудія Янс /  Алісія Росольська, 6–3, 7–5